# Sangmin
Les sangmin (hangeul : 상민 ; hanja : 常民) constituaient en Corée lors de la période Joseon la partie de la population regroupant les paysans, les marchands et les artisans. De rang inférieur aux yangban et aux chungin, ils constituent le gros de la population coréenne de l'époque.